# Frank Black (álbum)
Frank Black es el álbum debut del músico de rock alternativo estadounidense Frank Black. El álbum se grabó en 1992 y se lanzó a la venta el 9 de marzo de 1993 por la discográfica 4AD, después de la ruptura de su anterior banda, Pixies.
El álbum es parecido en estilo, tanto musical como lírico, al último álbum de Pixies Trompe le Monde. Frank Black se caracteriza por su enfoque de sus letras a OVNIs y la ciencia ficción, aunque también explora otros temas, como "I Heard Ramona", sobre Ramones.
Dos sencillos del álbum - "Los Angeles" y "Hang on to Your Ego" - se extrajeron en 1993. "Los Angeles" aparece en el videojuego Tony Hawk's American Wasteland.

## Lista de canciones
1. "Los Angeles"
2. "I Heard Ramona Sing"
3. "Hang On to Your Ego"
4. "Fu Manchu"
5. "Places Named After Numbers"
6. "Czar"
7. "Old Black Dawning"
8. "Ten Percenter"
9. "Brackish Boy"
10. "Two Spaces"
11. "Tossed" (Instrumental)
12. "Parry the Wind High, Low"
13. "Adda Lee"
14. "Every Time I Go Around Here"
15. "Don't Ya Rile 'Em"

## Músicos
- Frank Black: Voz, guitarra
- Joey Santiago: Guitarra
- Eric Drew Feldman: Bajo, teclados, sintetizadores
- Nick Vincent: Batería, percusión
- John Linnell: Saxofón